# Eriokermes gillettei
Eriokermes gillettei är en insektsart som först beskrevs av Richard C. Tinsley 1899.  Eriokermes gillettei ingår i släktet Eriokermes och familjen eksköldlöss. Inga underarter finns listade i Catalogue of Life.